# Boiga
Boiga é um amplo gênero de cobras levemente venenosas e de dentição opistoglifa, tipicamente conhecidas como cobras olho-de-gato ou simplesmente cobras-gato. São encontradas principalmente em toda a região sudeste da Ásia, Índia e Austrália, mas devido à sua natureza extremamente resistente e adaptabilidade, propagou-se em muitos outros habitats adequados ao redor do mundo. Existem 33 espécies reconhecidas neste gênero.

## Espécies
- Boiga andamanensis (Wall, 1909)
- Boiga angulata (Peters, 1861)
- Boiga barnesii (Günther, 1869)
- Boiga beddomei (Wall, 1909)
- Boiga bengkuluensis (Orlov, Kudryavtzev, Ryabov & Shumakov, 2003)
- Boiga blandingii (Hallowell, 1844)
- Boiga bourreti (Tillack, Ziegler & Le Khac Quyet, 2004)
- Boiga ceylonensis (Günther, 1858)
- Boiga cyanea (Duméril, Bibron & Duméril, 1854)
- Boiga cynodon (Boie, 1827)
- Boiga dendrophila
  - Boiga dendrophila annectens (Boulenger, 1896)
  - Boiga dendrophila dendrophila (Boie, 1827)
  - Boiga dendrophila divergens (Taylor, 1922)
  - Boiga dendrophila gemmicincta (Duméril, Bibron & Duméril, 1854)
  - Boiga dendrophila latifasciata (Boulenger, 1896)
  - Boiga dendrophila levitoni (Gaulke, Demegillo & Vogel, 2005)
  - Boiga dendrophila melanota (Boulenger, 1896)
  - Boiga dendrophila multicincta (Boulenger, 1896)
  - Boiga dendrophila occidentalis (Brongersma, 1934)
- Boiga dightoni (Boulenger, 1894)
- Boiga drapiezii (Boie & Boie, 1827)
- Boiga forsteni (Duméril, Bibron & Duméril, 1854)
- Boiga gokool (Gray, 1835)
- Boiga guangxiensis (Wen, 1998)
- Cobra arbórea marrom, Boiga irregularis (Merrem, 1802)
- Boiga jaspidea (Duméril, Bibron & Duméril, 1854)
- Boiga kraepelini (Stejneger, 1902)
- Boiga multifasciata (Blyth, 1861)
- Boiga multomaculata (Boie, 1827)
- Boiga nigriceps (Günther, 1863)
- Boiga nuchalis (Günther, 1875)
- Boiga ochracea (Günther, 1868)
- Boiga philippina (Peters, 1867)
- Boiga pulverulenta (Fischer, 1856)
- Boiga quincunciata (Wall, 1908)
- Boiga saengsomi (Nutafand, 1985)
- Boiga schultzei (Taylor, 1923)
- Boiga siamensis (Nootpand, 1971)
- Boiga tanahjampeana (Orlov & Ryabov, 2002)
- Boiga trigonata
  - Boiga trigonata trigonata (Schneider, 1802)
  - Boiga trigonata melanocephala (Annandale, 1904)
- Boiga wallachi (Das, 1998)
- Boiga ranawanei (Samarawickrama, Samarawickrama, Wijesena & Orlov, 2006 (2005))